# Сохэ
«Западный испытательный полигон Сохэ» (кор. 동창동 미사일 발사장), также Тончхан-ни — ракетодром в провинции Пхёнан-Пукто на западе Корейской Народно-Демократической Республики, второй космодром в стране.

## Расположение
Космодром расположен на западном побережье страны в провинции Пхёнан-Пукто в холмистой местности недалеко от северной границы с Китаем, в 200 км к северо-западу от Пхеньяна и в 70 км к западу от крупного ядерного центра в Йонбёне. Космодром был построен на месте деревни Пондон-ни, которая была ликвидирована во время строительства.

## История
Работы по строительству космодрома начались в начале 1990-х годов и активизировались в 2000-е. В мае 2009 года на космодром были доставлены с предприятия, изготавливающего ракетную технику, подъёмное устройство и две ступени прототипа ракеты класса «Ынха-3». Строительство было завершено к началу 2011 года.
Первое официальное упоминание о космодроме имело место в марте 2012, когда СМИ КНДР объявили о подготовке первого запуска с этого нового космодрома прикладного спутника дистанционного зондирования Земли «Кванмёнсон-3». С целью предоставления возможности освещения подготовки запуска спутника, 8 апреля 2012 для иностранных журналистов была организована поездка на космодром. Гостей встречал директор космодрома Чан Мён Джин.
13 апреля 2012 года попытка запуска этого спутника с помощью новой ракеты-носителя «Ынха-3» («Млечный путь-3») по наблюдениям международного сообщества и признанию КНДР окончился неудачей.
12 декабря 2012 года КНДР успешно вывела на орбиту ИСЗ «Кванмёнсон-3» с помощью ракеты-носителя «Ынха-3». Командование воздушно-космической обороны США (NORAD) подтвердило успех запуска.
23 июля 2018 г. на полигоне Сохэ начались работы по демонтажу.

## Технические данные
Космодром занимает площадь около 6 км², на которой расположены: стартовая площадка, стенд для наземных испытания ракетных двигателей, здания для проверки и настройки оборудования, пункт управления запуском, комплекс штабных зданий и КПП.
Стартовая площадка оборудована 40-метровой кабель-заправочной башней, смежной с передвижным пусковым столом размером 10×13 м. Пусковой стол расположен к западу от большой бетонированной площадки, по которой проложены железнодорожные пути. На западной части стола находится отражатель реактивной струи, отворачивающие газы реактивного двигателя в горизонтальном направлении.
Стенд для наземных испытания ракетных двигателей расположен в 1 км от стартового стола. Стенд оборудован четырьмя бетонными опорами и стальной вспомогательной башней размером 10×10 м. Стенд оборудован помещением для хранения топлива и окислителя размером 10×15 м.
Космодром оборудован мобильной радарной системой.
По некоторым данным, полигон имеет также шахтные пусковые установки для МБР.
Космодром позволяет в том числе запускать ракеты на идущие в южном направлении траектории, не проходящие над Японией.